# Patrouilleführer

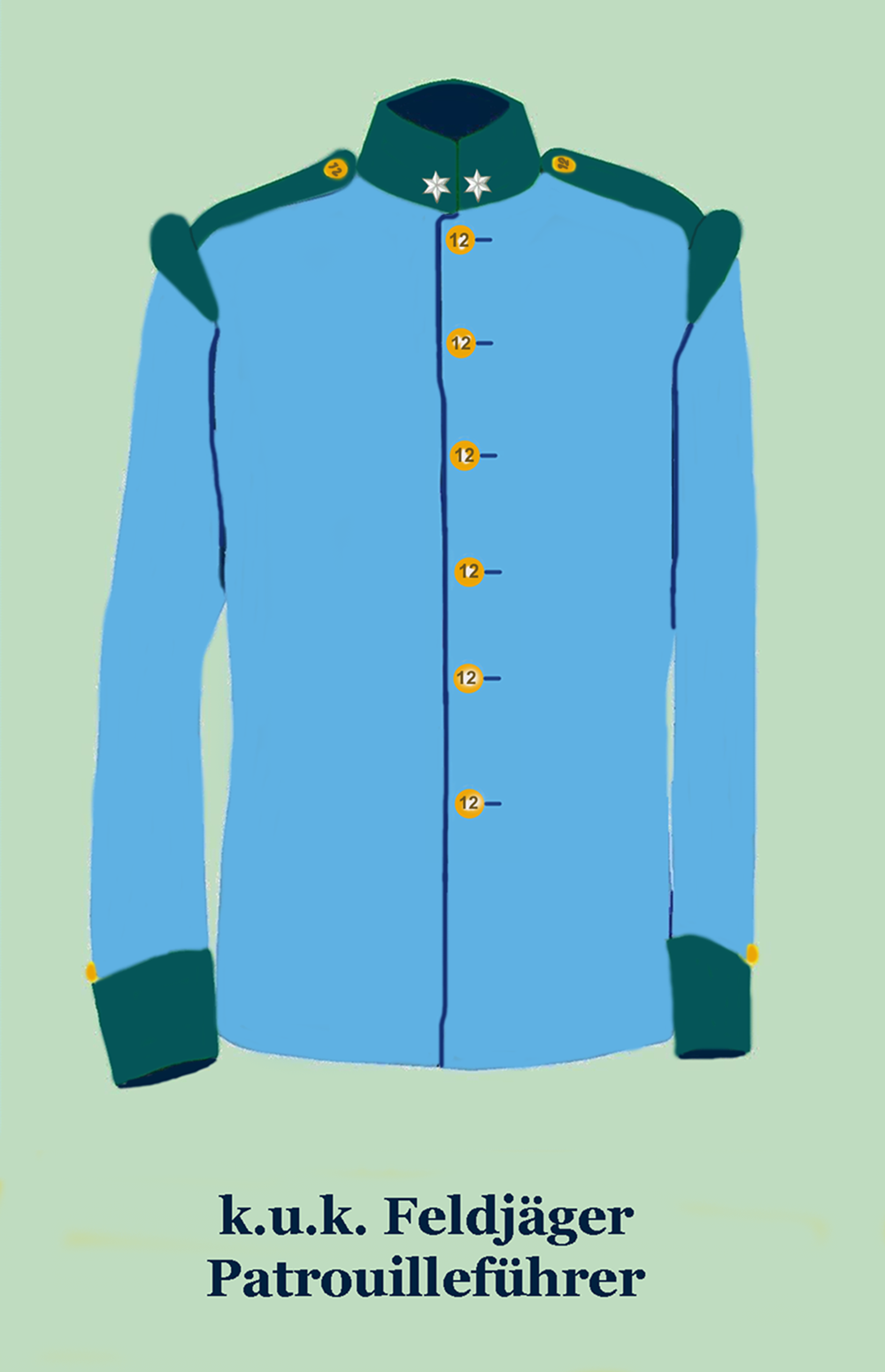
Patrouilleführer des k.u.k. Feldjägerbataillons Nr. 7 (Waffenrock zur Parade)

Patrouilleführer war ein militärischer Dienstgrad, der nur in der österreichisch-ungarischen Armee vorkam. Er fand nur Verwendung bei den Kaiserjägern und den Feldjägern sowie den Landesschützen/Kaiserschützen und später den Standschützen sowie der Kavallerie. Er entsprach dem Gefreiten (ung. Őrvezetö) bei der Infanterie bzw. dem Vormeister bei der Artillerie und der Maschinengewehr-Truppe.
Als Dienstgradabzeichen trug er einen einzelnen weißen Zelluloid-Stern auf dem grasgrünen Stehkragen zum Waffenrock und auf einer grasgrünen Unterlage (Paroli) zur Feldbluse. Bei der Kavallerie entsprachen diese den entsprechenden Bestimmungen über die Kragenfarbe.

Rangabzeichen eines Patrouilleführers der Gebirgstruppe

- siehe auch→ Rangabzeichen der österreichisch-ungarischen Streitkräfte